# Condado de Greene (Iowa)
El condado de Greene (en inglés: Greene County, Iowa), fundado en 1851, es uno de los 99 condados del estado estadounidense de Iowa. En el año 2000 tenía una población de 10 366 habitantes con una densidad poblacional de 6 personas por km². La sede del condado es Jefferson.

## Geografía
Según la Oficina del Censo, el condado tiene un área total de 1479 km² (571 mi²), de la cual 1472 km² (568,3 mi²) es tierra y 7 km² (2,7 mi²) es agua.

### Condados adyacentes
- Condado de Calhoun noroeste
- Condado de Webster noreste
- Condado de Boone este
- Condado de Dallas sureste
- Condado de Guthrie sur
- Condado de Carroll oeste

## Demografía
En el 2000 la renta per cápita promedia del condado era de $33 883, y el ingreso promedio para una familia era de $41 230. El ingreso per cápita para el condado era de $16 866. En 2000 los hombres tenían un ingreso per cápita de $29 076 contra $21 657 para las mujeres. Alrededor del 8.10% de la población estaba bajo el umbral de pobreza nacional.
| 1900   | 1910   | 1920   | 1930   | 1940   | 1950   | 1960   | 1970   | 1980   | 1990   | 2000   |
| ------ | ------ | ------ | ------ | ------ | ------ | ------ | ------ | ------ | ------ | ------ |
| 17 820 | 16 023 | 16 467 | 16 528 | 16 599 | 15 544 | 14 379 | 12 716 | 12 119 | 10 045 | 10 366 |

## Lugares

### Ciudades
- Churdan
- Dana
- Grand Junction
- Jefferson
- Paton
- Ralston
- Rippey
- Scranton

### Comunidades no incorporadas
- Cooper

### Principales carreteras
- U.S. Route 30
- Carretera de Iowa 4
- Carretera de Iowa 25
- Carretera de Iowa 144